# Paranaso ohausi
Paranaso ohausi är en insektsart som beskrevs av Schmidt 1932. Paranaso ohausi ingår i släktet Paranaso och familjen Caliscelidae. Inga underarter finns listade i Catalogue of Life.